# Télémaque

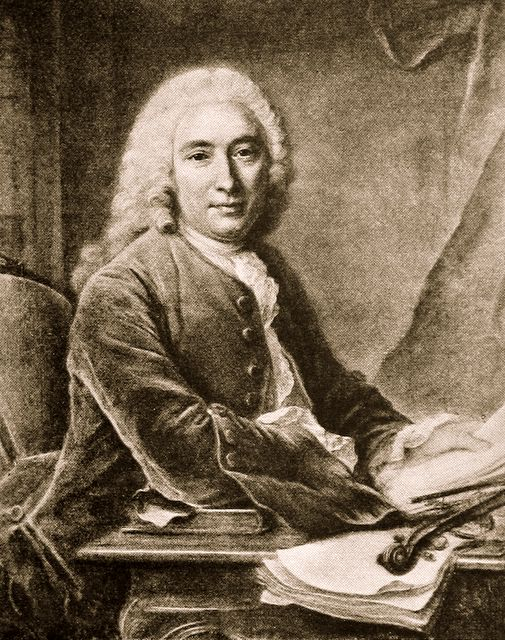
André Cardinal Destouches

Télémaque et Calypso (Telemachus och Calypso), även Télémaque eller [Franska: ou] Calypso är en opera med musik av den franske tonsättaren André Cardinal Destouches. Den hade premiär den 29 november 1714 på Académie Royale de Musique (Parisoperan). Operan är i form av en tragédie en musique i en prolog och fem akter. 
Librettot skrevs av Simon-Joseph Pellegrin. Handlingen härrör sig från Les Aventures de Télémaque av François Fénelon, vilken i sin tur bygger på Homeros Telemachy: Telemachos lider skeppsbrott när han letar efter sin fader Ulysses, och undgår att låta sig förföras av havsnymfen Calypso tack vare sin kärlek till herdinnan Eucharis. Handlingen återkom i senare italienska och franska operor, såsom Telemaco (1718) av Alessandro Scarlatti och Carlo Sigismondo Capece.